# Alfred von Tirpitz
Alfred Peter Friedrich von Tirpitz (Küstrin, 19 de março de 1849 – Ebenhausen, 6 de março de 1930) foi um grande almirante alemão, ministro e comandante da Marinha Imperial Alemã durante a Primeira Guerra Mundial. Foi um dos principais estrategistas e idealizadores da Marinha Alemã nos seus primórdios. Está sepultado no Waldfriedhof de Munique.

## Carreira
A Prússia nunca teve uma grande marinha, nem os outros estados alemães antes do Império Alemão ser formado em 1871. Tirpitz pegou a modesta Marinha Imperial e, começando na década de 1890, transformou-a em uma força de classe mundial que poderia ameaçar a Marinha Real Britânica. No entanto, durante a Primeira Guerra Mundial, sua frota de alto mar provou ser incapaz de acabar com o comando do mar da Grã-Bretanha e o estrangulamento na economia da Alemanha, provocado pelos ingleses. O único grande combate no mar, a Batalha da Jutlândia, terminou em uma estreita vitória tática alemã, mas um fracasso estratégico. À medida que as limitações da Frota de Alto Mar se tornaram cada vez mais aparentes durante a guerra, Tirpitz tornou-se um defensor declarado da guerra submarina irrestrita, uma política que acabaria por levar a Alemanha ao conflito com os Estados Unidos. No início de 1916, ele foi demitido do cargo e nunca mais recuperou o poder.

## Publicações
- My Memoirs. Londres/ Nova York: [s.n.] 1919 Reeditado em um único volume por NSNB com introdução de Erik Empson in 2013 ASIN B00DH2E9LE.
- The structure of German World Power. Stuttgart/ Berlin: [s.n.] 1924
- German policy. Hamburgo/Berlim: [s.n.] 1926
- Memories, 5 volumes. Berlim/Leipzig: [s.n.] 1927